# آمریکای مرکزی
آمریکای مرکزی منطقه‌ای در قاره آمریکا است که اغلب آن را از مرز جنوبی مکزیک تا مرز شمالی کلمبیا در نظر می‌گیرند. در شرق منطقه خشکی آمریکای مرکزی، دریای کارائیب و در غرب آن اقیانوس آرام قرار دارد.
آمریکای مرکزی به صورت یک باریکه خاکی در ادامه جنوبی آمریکای شمالی است که از سوی جنوب شرقی خود به آمریکای جنوبی می‌پیوندد. آمریکای مرکزی دربرگیرنده هفت کشور مستقل به نام‌های بلیز، کاستاریکا، السالوادور، گواتمالا، هندوراس، نیکاراگوئه و پاناما است. به‌جز بلیز که زبان رسمی آن انگلیسی است، زبان رسمی در شش کشور دیگر آمریکای مرکزی، اسپانیایی است.
آمریکای مرکزی از دیدگاه زیست‌شناسی بخشی است از منطقه حساس دارای تنوع زیستی آمریکای میانه که از شمال گواتمالا آغاز شده تا سرزمین‌های مرکز پاناما ادامه می‌یابد. سان پدرو سولا
مساحت آمریکای مرکزی ۵۲۴ هزار کیلومتر مربع (۲۰۲ هزار مایل مربع) است که حدود ۰٫۱ درصد سطح زمین را تشکیل می‌دهد. جمعیت آمریکای مرکزی در سال ۲۰۰۹ ۴۱٬۷۳۹٬۰۰۰ نفر برآورد شد. تراکم جمعیت در آمریکای مرکزی ۷۷ نفر در کیلومتر مربع برابر با ۲۰۶ نفر در مایل مربع است.

## جغرافیا

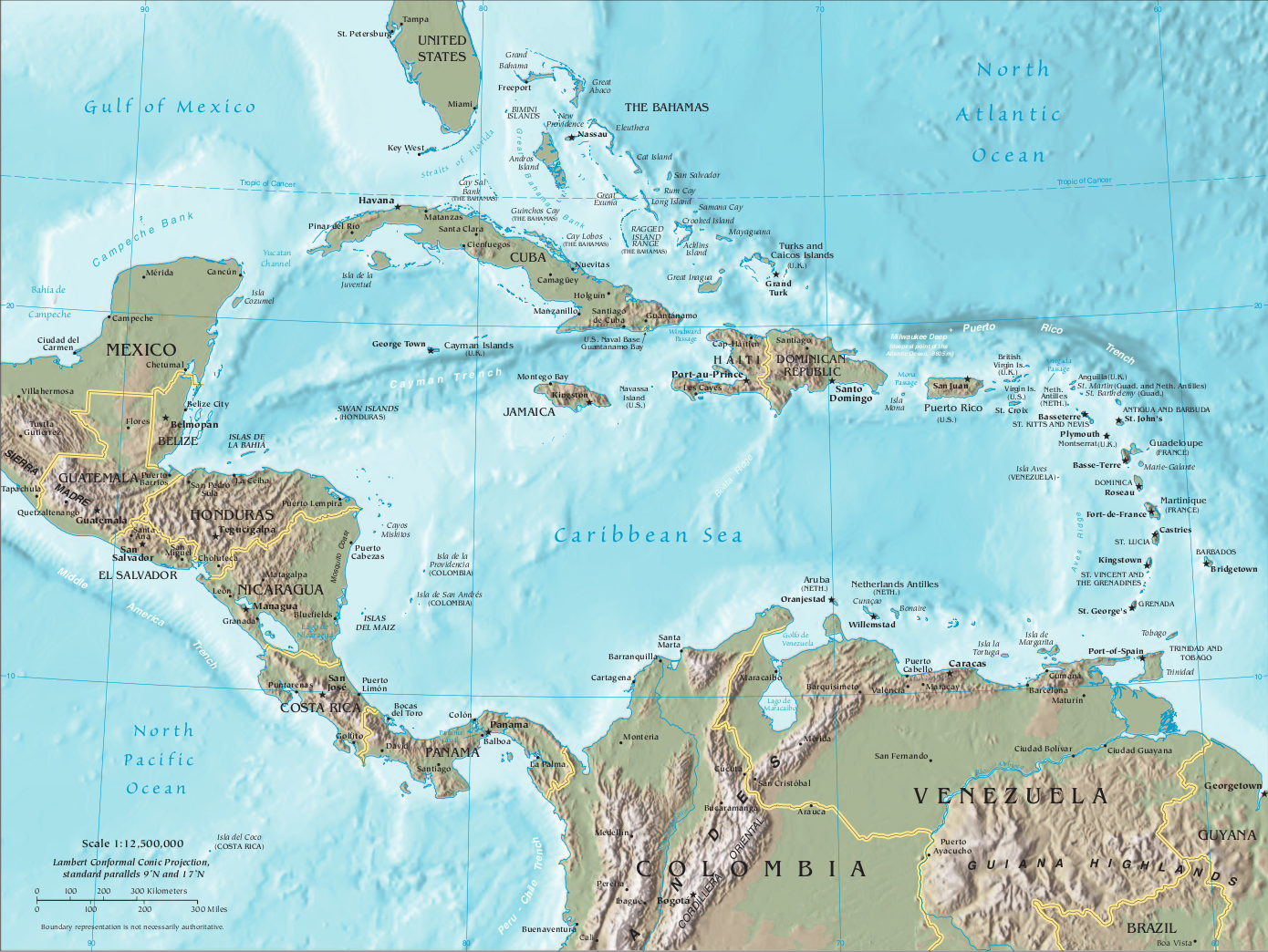
نقشه سی‌آی‌ای از آمریکای مرکزی و کارائیب.

آمریکای مرکزی حکم پلی را دارد که آمریکای شمالی و جنوبی را به هم می‌پیوندد. به لحاظ جغرافیائی، مرز شمالی آن تنگه تهوآنتپک در مکزیک است و جنوب آن توسط دارین در مرز بین پاناما و کلمبیا محدود شده است.
آمریکای مرکزی در منطقه‌ای با فعالیت زمین‌ساختی قوی قرار دارد و بیشتر آن بر روی صفحه زمین‌ساختی کارائیب قرار گرفته که کمی دورتر از سواحل مجاور به صفحه کوکوس متصل می‌شود. به خاطر گسل‌های این صفحات این منطقه در برابر زمین‌لرزه آسیب‌پذیر است، به عنوان نمونه در سال‌های ۱۹۳۱ و ۱۹۷۲ زمین‌لرزه باعث شد که ماناگوآ، پایتخت نیکاراگوئه تا حد زیادی نابود شود. فوران‌های آتشفشانی نیز در ناحیه آمریکای مرکزی زیاد است و این امر هم ایجاد تهدید می‌کند و هم ایجاد دشت‌های خاکستر کرده که باعث حاصلخیزی خاک‌ها شده است. تاخومولکو، که آتشفشانی با بلندای ۴۲۲۰ متر در گواتمالا است بلندترین نقطه آمریکای مرکزی است.
در سال ۱۹۶۸ آتشفشان آرنال در کاستاریکا فوران کرد و جان ۸۷ نفر را گرفت.

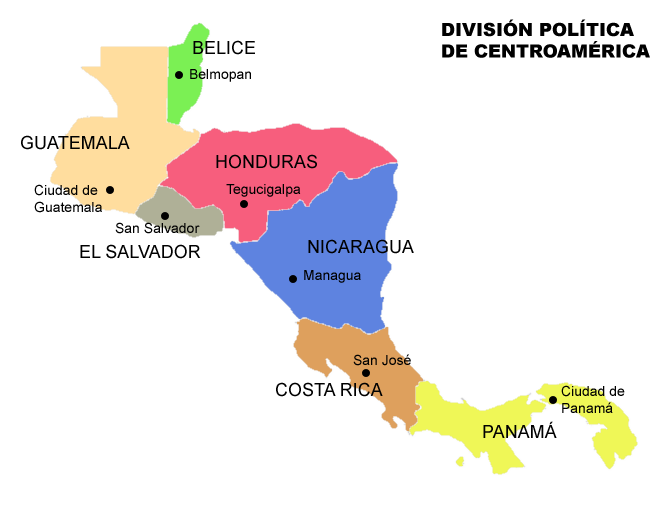
کشورهای آمریکای مرکزی و پایتخت‌های آن‌ها.

آمریکای مرکزی رشته‌کوه‌های بسیاری دارد که طولانی‌ترین‌های آن‌ها سیرا مادره د چیاپاس، کوردیرا ایزابلیا و کوردیرا تالامانکا هستند. میان این رشته‌کوه‌ها دره‌های حاصلخیزی قرار دارند که برای سکونت مناسب‌اند، و در واقع بیشتر مردم هندوراس، کاستاریکا و گواتمالا در این دره‌ها زندگی می‌کنند. این دره‌ها همچنین برای تولید قهوه، حبوبات و فراورده‌های دیگر مناسب است.

## پیشینه

وضعیت تقسیمات سیاسی آمریکای مرکزی و کارائیب از سده هجدهم تا بیستم میلادی

در روزگار پیش از کشف آمریکا توسط کریستف کلمب (دوران پیشاکلمبی) مناطق شمال غرب آمریکای مرکزی جزئی از تمدن سرخ‌پوستی آمریکای میانه بود.
جوامع بومی آمریکای میانه، از طرف شمال سرزمین‌هایی از مکزیک مرکزی، و در سمت جنوب مناطقی تا کاستاریکا را مسکونی ساخته بودند.
در این میان قابل توجه‌ترین تمدن‌ها و جوامع، مایاها بودند که شهرهای متعددی در سراسر منطقه ساختند، و آزتک‌ها، که یک امپراتوری پهناور ایجاد کردند. مردمان پیشا-کلمبیایی پاناما با هر دو تمدن یادشده دادوستد می‌کردند و پانامایی‌های آن دوره را می‌توان مردمی انتقالی در میان دو تمدن مایا و آزتک به‌شمار آورد.
پس از کشف آمریکا توسط کریستف کلمب، اسپانیایی‌ها گروه‌های اکتشافی متعددی را به منطقه گسیل کرده و فتح سرزمین مایاها را در دهه ۱۵۲۰ آغاز کردند. در سال ۱۵۴۰، اسپانیا «فرمانداری کل گواتمالا» را تأسیس کرد که از جنوب مکزیک تا کاستاریکا گسترش داشت و بیشتر آنچه امروزه به عنوان آمریکای مرکزی شناخته می‌شود، به استثنای هندوراس بریتانیا (بلیز کنونی)، را دربر می‌گرفت. این وضعیت نزدیک به سه سده ماندگار شد تا زمانی که در سال ۱۸۲۱ در این مناطق شورش برخاست.
پس از زوال اقتدار اسپانیا، فرمانداری کل پیشین به عنوان بخشی از امپراتوری اول مکزیک دست‌نخورده باقی ماند. آمریکای مرکزی پس از آن و با استقلال جمهوری فدرال آمریکای مرکزی، به عنوان یک واحد سیاسی مجزا شناخته شد؛ یک واحد سیاسی که حکومتی دموکراتیک داشت و پایتخت آن گواتمالاسیتی بود.
این اتحادیه شامل کشورهای امروزی گواتمالا (که شامل کشور سابق لس‌آلتوس هم بود)، السالوادور، هندوراس، نیکاراگوئه، کاستاریکا، و سوکونوسکو (بخشی از ایالات امروزی چیاپاس در مکزیک) می‌شد. جمهوری فدرال آمریکای مرکزی از ۱۸۲۳ تا ۱۸۳۸ دوام یافت ولی پس از آن به خاطر بروز جنگ داخلی از هم پاشید.
بر سر بلیز بین امپراتوری اسپانیا و امپراتوری بریتانیا مناقشه بود ولی این کشورها بعدها در سال ۱۹۸۱ به استقلال رسید.
پاناما که در جنوبی‌ترین قسمت آمریکای مرکزی واقع شده در بخش اعظم از تاریخ خود از نظر فرهنگی با آمریکای جنوبی مرتبط بوده است. پاناما بخشی از قلمرو نایب‌السلطنه اسپانیایی نیوگرانادا بود، و پس از آن، در پی استقلال، بخشی از گران کلمبیا شد. تنها پس از استقلال از کلمبیا در سال ۱۹۰۳ بود که پاناما رفته‌رفته به عنوان جزئی از آمریکای مرکزی قلمداد شد.

## همگرایی منطقه‌ای

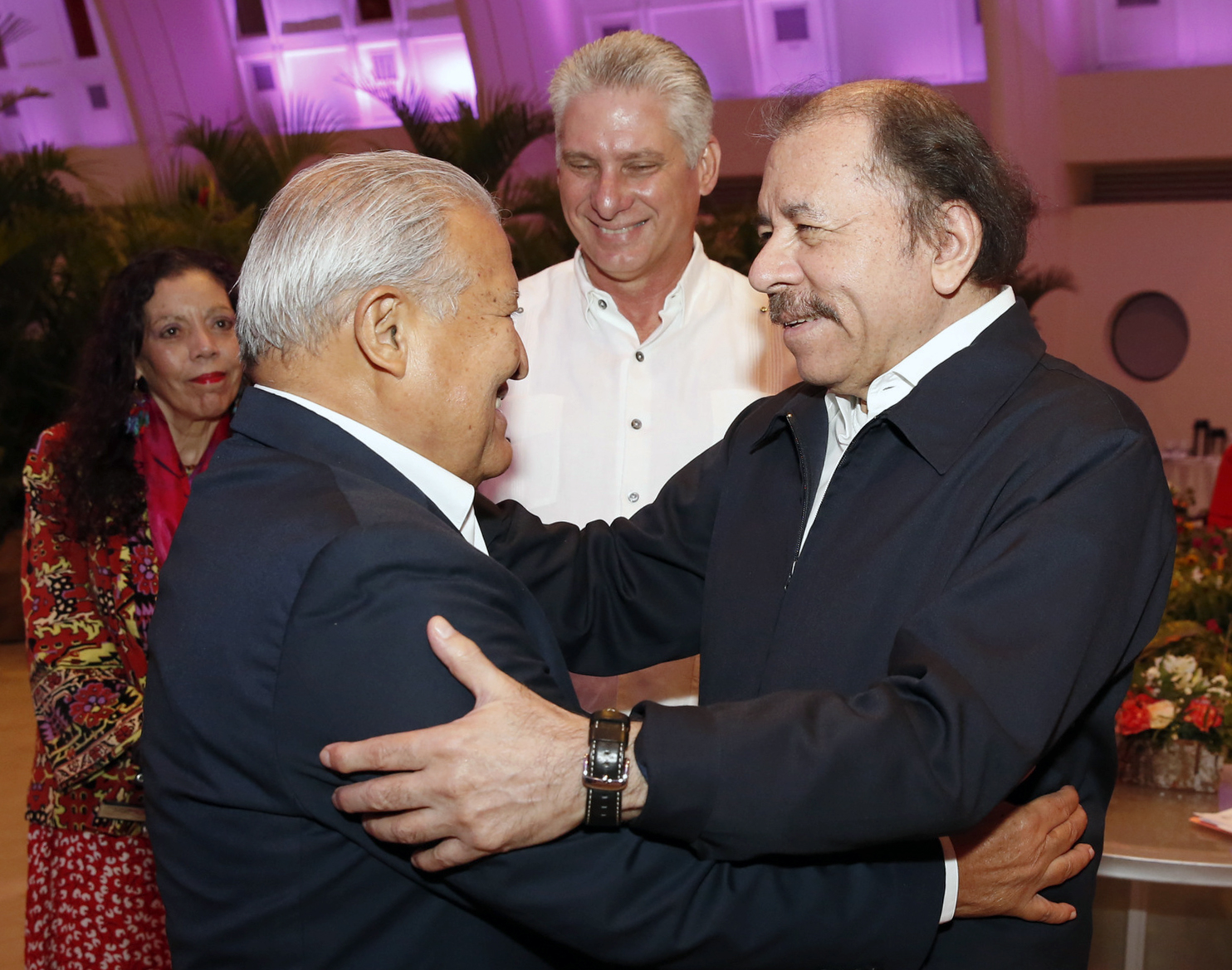
از راست به چپ: دانیل اورتگا، میگل دایاز-کانل و سالوادور سانچز سرن

آمریکای مرکزی هم‌اینک فرایندی از تحولات سیاسی، اقتصادی و فرهنگی را تجربه می‌کند که از سال ۱۹۰۷ با ایجاد دادگاه آمریکای مرکزی آغاز شده است.
در سال ۱۹۵۱، روند همگرایی با امضای پیمان سان سالوادور، که سازمان کشورهای آمریکای مرکزی (ODECA) را ایجاد کرد ادامه یافت. با این حال، یکپارچگی کشورهای این سازمان به خاطر درگیری‌های موجود میان چند کشور عضو با محدودیت روبه‌رو شد.
در سال ۱۹۹۱، با ایجاد نظام همگرایی آمریکای مرکزی، «سیکا» (SICA) دستور کار این همگرایی پیشرفتی به خود دید. این نظام یک مبنای روشن قانونی برای جلوگیری از مناقشات بین کشورهای عضو ارائه داد. اعضای این نظام شامل ۷ کشور آمریکای مرکزی به همراه جمهوری دومینیکن هستند. این جمهوری به‌طور سنتی بخشی از منطقه کارائیب به‌شمار می‌آید.
در ۶ دسامبر ۲۰۰۸ سیکا اعلام کرد که کشورهای عضو توافق کرده‌اند تا به دنبال ایجاد واحد پول مشترک و گذرنامه مشترک برای کشورهای عضو این نظام باشند. برای دستیابی به این اهداف البته جدول زمانی ارائه نشد.
آمریکای مرکزی در حال حاضر دارای چندین نهاد فراملی مانند پارلمان آمریکای مرکزی و بانک همگرایی اقتصادی آمریکای مرکزی و بازار مشترک آمریکای مرکزی می‌باشد.
در ۲۲ ژوئیه ۲۰۱۱ فونس رئیس‌جمهور السالوادور موقتاً ریاست سیکا را بر عهده گرفت. السالوادور به عنوان مقر سیکا در نظر گرفته شده و ساختمان جدیدی نیز به این منظور در آنجا گشایش یافت.

## جغرافیای انسانی و کشورها
| کشور       | مساحت   | جمعیت (سال ۲۰۰۹) | تراکم جمعیت در کیلومتر مربع | پایتخت       | زبان رسمی |
| ---------- | ------- | ---------------- | --------------------------- | ------------ | --------- |
| بلیز       | ۲۲٬۹۶۶  | ۳۰۷٬۰۰۰          | ۱۳                          | بلموپان      | انگلیسی   |
| کاستاریکا  | ۵۱٬۱۰۰  | ۴٬۵۷۹٬۰۰۰        | ۹۰                          | سان خوزه     | اسپانیایی |
| السالوادور | ۲۱٬۰۴۰  | ۶٬۱۶۳٬۰۰۰        | ۲۹۲                         | سان سالوادور | اسپانیایی |
| گواتمالا   | ۱۰۸٬۸۹۰ | ۱۴٬۰۲۷٬۰۰۰       | ۱۲۹                         | گواتمالاسیتی | اسپانیایی |
| هندوراس    | ۱۱۲٬۰۹۰ | ۷٬۴۶۶٬۰۰۰        | ۶۷                          | تگوسیگالپا   | اسپانیایی |
| نیکاراگوئه | ۱۳۰٬۳۷۳ | ۵٬۷۴۳٬۰۰۰        | ۴۴                          | ماناگوآ      | اسپانیایی |
| پاناما     | ۷۸٬۲۰۰  | ۳٬۴۵۴٬۰۰۰        | ۴۴                          | پاناماسیتی   | اسپانیایی |
| مجموع      | ۵۲۳٬۷۸۰ | ۴۱٬۷۳۹٬۰۰۰       | ۸۰                          | -            | -         |

| شهر          | کشور       | جمعیت     | سال سرشماری | نسبت به جمعیت کشور |
| ------------ | ---------- | --------- | ----------- | ------------------ |
| گواتمالاسیتی | گواتمالا   | ۳٬۷۰۰٬۰۰۰ | ۲۰۱۰        | ۲۶٪                |
| سان سالوادور | السالوادور | ۲٬۴۱۵٬۲۱۷ | ۲۰۰۹        | ۳۹٪                |
| ماناگوآ      | نیکاراگوآ  | ۲٬۴۰۸٬۰۰۰ | ۲۰۱۲        | ۴۲٪                |
| سان خوزه     | کاستاریکا  | ۱٬۷۱۵٬۴۸۵ | ۲۰۰۶        | ۳۷٪                |
| سن پدرو سولا | هندوراس    | ۱٬۵۴۲٬۳۶۴ | ۲۰۱۰        | ۲۱٪                |
| تگوسیگالپا   | هندوراس    | ۱٬۳۲۴٬۰۰۰ | ۲۰۱۰        | ۱۸٪                |
| پاناماسیتی   | پاناما     | ۱٬۲۷۲٬۶۷۲ | ۲۰۱۰        | ۳۷٪                |

### رشد جمعیت
میزان رشد جمعیت در آمریکای جنوبی، آمریکای مرکزی و کارائیب (در میلیون)

## نژادها
امواج مختلف انسانی که در دوره‌های کلمبیایی، استعماری و پسااستعماری به آمریکای مرکزی رسیده باعث شده تا این نیم‌قاره آرایش جمعیتی رنگارنگی داشته باشد. در این منطقه نژادهای سرخ، سفید، سیاه، زرد و نژادهای آمیخته یافت می‌شوند. برخی از اصطلاحات رایج برای نژادهای منطقه:
- کریول: اسپانیایی‌تباران متولد در بیرون از اسپانیا
- مستیزو: آمیزه‌ای از اروپایی‌ها و سرخ‌پوستان
- مولاتو: آمیزه‌ای از اسپانیایی با آفریقایی
- زامبو: آمیزه سرخ‌پوست و سیاه‌پوست

درصدهای ترکیب نژادی کشورهای این نیم‌قاره به شکل زیر است:
| ترکیب نژادی کشورهای آمریکای مرکزی |            |         |       |        |        |          |       |         |          |
| کشور                              | جمعیت      | سرخ‌پوست | کریول | مستیزو | مولاتو | سیاه‌پوست | زامبو | زردپوست | سفیدپوست |
| بلیز                              | ۳۲۱٫۱۱۵    | صفر     | ۲۵    | ۶۵     | صفر    | ۱۰       | صفر   | صفر     | صفر      |
| کاستاریکا                         | ۴٬۶۱۵٫۵۱۸  | ۲       | ۷۰    | ۱۰     | صفر    | ۳        | ۱     | ۱       | ۱۵       |
| السالوادور                        | ۶٫۰۹۴٫۸۸۹  | ۱       | ۱۰    | ۶۹٫۰   | صفر    | صفر      | صفر   | صفر     | ۲۰       |
| گواتمالا                          | ۱۴٫۷۰۰٫۰۰۰ | ۵۳      | ۱۴    | ۳۲     | صفر    | صفر      | ۰٫۲   | ۰٫۸     | صفر      |
| هندوراس                           | ۸٫۱۴۳٫۵۶۴  | ۷٫۷     | ۱     | ۸۵٫۶   | ۱٫۷    | صفر      | ۳٫۳   | ۰٫۷     | صفر      |
| نیکاراگوئه                        | ۵٬۸۱۵٫۵۰۰  | ۶٫۹     | ۱۴    | ۷۸٫۳   | ۶      | ۱۰       | ۰٫۶   | ۰٫۲     | صفر      |
| پاناما                            | ۳٬۴۰۵٬۸۱۳  | ۸       | ۱۰    | ۳۲     | ۲۷     | ۵        | ۱۴٫۰  | ۴٫۰     | صفر      |

## نگارخانه

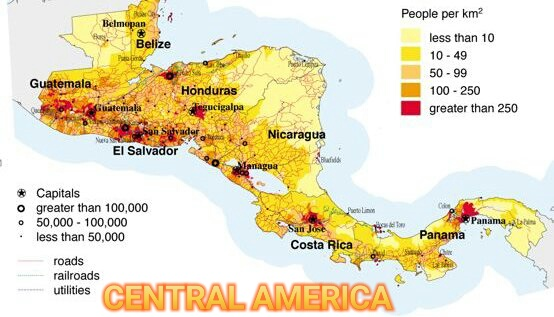
تراکم جمعیت در آمریکای مرکزی
فلگ مپ آمریکای مرکزی
سامانه طبقه‌بندی اقلیمی کوپن از آمریکای مرکزی
نقشه زبان‌های بومی آمریکای مرکزی
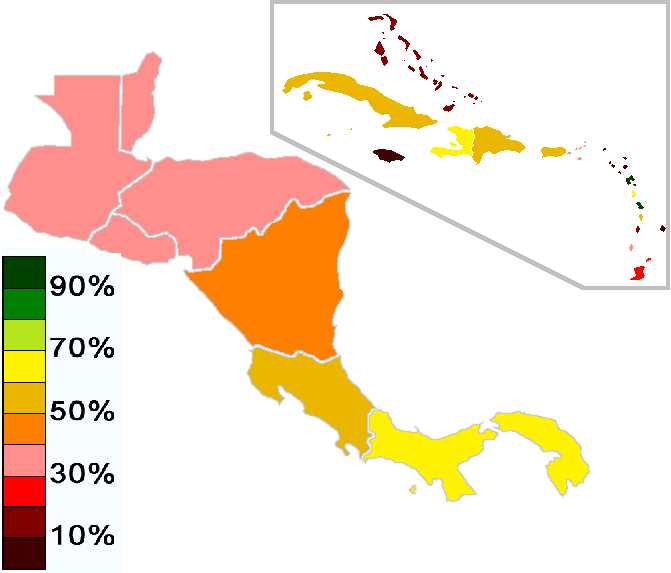
کاتولیسیسم در آمریکای مرکزی